# París-Roubaix 1961
La 59.ª edición de la París-Roubaix tuvo lugar el 9 de abril de 1961 y fue ganada por el belga Rik Van Looy. Se impuso batiendo al esprint a un grupo de 6 corredores.

## Clasificación final
| Posición | Ciclista            | Equipo                      | Tiempo     |
| -------- | ------------------- | --------------------------- | ---------- |
| 1        | Rik van Looy        | Faema                       | 6h 19' 08" |
| 2        | Marcel Janssens     | Dr. Mann                    | m. t.      |
| 3        | René Vanderveken    | Solo-Terrot-Van Steenbergen | m. t.      |
| 4        | Norbert Kerckhove   | Dr. Mann                    | m. t.      |
| 5        | Albertus Geldermans | Rapha-Gitane-Dunlop         | m. t.      |
| 6        | Emile Daems         | Philco                      | m. t.      |
| 7        | Bas Maliepaard      | Rapha-Gitane-Dunlop         | + 50"      |
| 8        | Armand Desmet       | Faema                       | m. t.      |
| 9        | Arthur Decabooter   | Groene Leeuw                | + 1' 05"   |
| 10       | Gilbert Desmet      | Carpano                     | m. t.      |